# Церковь Архангела Михаила (Котяково)
Церковь Архангела Михаила — бывший православный храм в селе Котяково Ульяновской области.

## История
Первая деревянная, холодная, церковь в Котяково была построена прихожанами в 1771 году. В 1860 году обветшавший храм был разобран и «возобновлён» в прежнем облике из новых материалов. Престол в нём один — во имя Архистратига Божия Михаила. Причт состоял из священника и псаломщика. В 1930-е годы церковь закрыли, убрали купола и колокольню и приспособили под сельскую школу. В 1990-е из-за малого количества учащихся школу закрыли. Сейчас церковь заброшена и разрушается.

## Описание
Церковь Архангела Михаила располагалась у берега Суры. Установлена на кирпичном цоколе. Брёвна  срублены в «обло», протёсанны с внутренней стороны и обшиты тёсом. Здание представляет  традиционный тип трёхчастной трапезной церкви, которая состоит из квадратного в плане храма — «четверика», с апсидой (утрачена) и колокольни. Верхние ярусы и завершения колокольни и храма, а также кровля трапезной утрачены.

### Охранный статус
Распоряжением Главы администрации Ульяновской области от 29.07.1999 г. № 959-р. церковь селе Котяково является выявленным объектом культурного наследия (памятником истории и культуры) — «Церковь во имя Архангела Михаила (православный приходской однопрестольный храм)», 1771—1860 гг..
В 2017 году была проведена экспертиза выявленного объекта культурного наследия «Церковь во имя Архангела Михаила (православный приходской двухпрестольный храм)», 1771—1860 гг., расположенный по адресу: Ульяновская область, Карсунский район, с. Котяково, ул. Молодежная, не обладает признаками исторической, архитектурной и градостроительной ценности и не соответствует определению объекта культурного наследия.

## Духовенство
- Священник Ахлупин Иван Матвеевич (с 1913 по 1920 год, затем был переведён в Церковь Димитрия Солунского (Потьма))[2].